# Железов, Фома Фомич
Фома́ Фоми́ч Желе́зов (21 марта 1909, Красноярск, Енисейская губерния — 2 июля 1986, Москва) — советский инженер, кандидат технических наук, полковник Министерства государственной безопасности. Лауреат Сталинской премии II степени.

## Биография
Отец — кочегар железной дороги, после революции 1917 года работал директором треста (вероятно это Фома Леонтьевич Железов (1871—1945), участник установления советской власти в Туркестане), мать — политическая ссыльная.
В 1917—1923 годах учился в школе при хлопкоочистительном заводе в Ташкенте, в 1922—1924 годах работал чистильщиком на том же заводе.
В 1924 году переехал в Одессу. В 1924—1925 годах учился в трудовой школе, в 1925—1926 — в школе электриков, в 1925—1927 годах ученик электромонтёра, затем электромонтёр суперфосфатного завода имени Л. Я. Карпова, затем стекольного завода.
В 1927—1931 годах учился в Одесском политехническом институте, в 1931—1933 годах — в аспирантуре Института инженеров связи, был преподавателем, деканом радиофакультета.
В 1930 году вступил в ВКП(б). В 1933 году переехал в Москву. В 1933—1937 годах учился в аспирантуре Военной академии связи имени В. Н. Подбельского.
В 1937—1938 годах в командировке на радиофирме RCA в Нью-Йорке и Филадельфии, в 1938—1939 годах — начальник шестого отделения (радиолаборатория) второго специального отдела НКВД СССР, начальник первого отделения Центральной лаборатории оперативной техники НКВД, затем — руководитель технической группы особого отдела НКВД фронта на Халхин-Голе.
В 1939—1941 годах снова начальник шестого отделения второго специального отдела НКВД СССР, в этой должности 25 ноября 1939 года произведён в старшие лейтенанты государственной безопасности.
В 1941 году начальник восьмого отделения четвёртого отдела НКГБ СССР, в 1941—1946 годах — начальник седьмого отделения (объединённая центральная радиолаборатория) и помощник начальника четвёртого специального отделения (использование труда арестованных специалистов) НКВД СССР, в этой должности 25 мая 1942 года произведён в капитаны государственной безопасности, 11 февраля 1943 года — в подполковники государственной безопасности, 20 июня 1944 года — в полковники государственной безопасности.
В 1946 году заместитель начальника специального отдела МВД СССР, в 1946—1953 годах — исполнитель обязанностей начальника, затем начальник отдела оперативной техники МГБ СССР. В 1953 году уволен из МГБ по сокращению штатов.
В 1953—1954 годах начальник отделения НИИ № 2 Министерства радиотехнической промышленности СССР, в 1954—1958 годах — начальник отдела ЦНИИ связи Министерства обороны СССР, в 1958—1963 годах — первый заместитель начальника ЦНИИ-18 Главного разведывательного управления Генерального штаба, в 1963—1978 годах — старший преподаватель, затем доцент Московского авиационно-технологического института, в 1978—1981 годах — старший научный сотрудник Конструкторского бюро радиотехнических приборов, в 1981—1984 годах — старший научный сотрудник НИИ радиофизики имени А. А. Расплетина.
В 1984 году вышел на пенсию. В 1986 году умер.

### Семья
- Дочь — Валерия Фоминична Железова (1 февраля 1940, Москва — 24 октября 2007, там же), доктор экономических наук, профессор кафедры экономики зарубежных стран и внешнеэкономических связей Московского государственного университета[1].

## Награды
- Орден Трудового Красного Знамени.
- 29 апреля 1939 — орден «Знак Почёта».
- 17 ноября 1939 — орден Красной Звезды.
- 20 сентября 1943 — орден Красной Звезды.
- 25 июля 1949 — орден Красной Звезды.
- 1949 — Сталинская премия II степени за разработку новой аппаратуры — «радарного кольца» вокруг Москвы (в составе коллектива).

## В литературе
- Александр Солженицын в «Архипелаге ГУЛАГ» вкладывает в уста Ф.Железова следующее высказывание: «Мы ему (арестованному) и не будем трудиться доказывать его вину. Пусть он нам докажет, что не имел враждебных намерений.»